# 大坑乡
大坑乡，是中华人民共和国江西省吉安市遂川县下辖的一个乡镇级行政单位。

## 行政区划
大坑乡下辖以下地区：
禾溪村、灵潭村、长隆村、赤坑村、高倚村、罗坊村、大洲村、黄坑村、下长龙村、圆洲村、九田村、林溪村、板坑村和大坑村。